# Gare de Bruyères (Vosges)
Gare de Bruyères vasútállomás Franciaországban, Bruyères településen.

## Vasútvonalak
Az állomást az alábbi vasútvonalak érintik:
- Arches-Saint-Dié-vasútvonal
- Mont-sur-Meurthe-Bruyères-vasútvonal

## Kapcsolódó állomások
A vasútállomáshoz az alábbi állomások vannak a legközelebb:
- Gare de Lépanges
- Gare de Laveline-devant-Bruyères
- Gare de Saint-Dié-des-Vosges
- Gare d’Arches